# 翻车

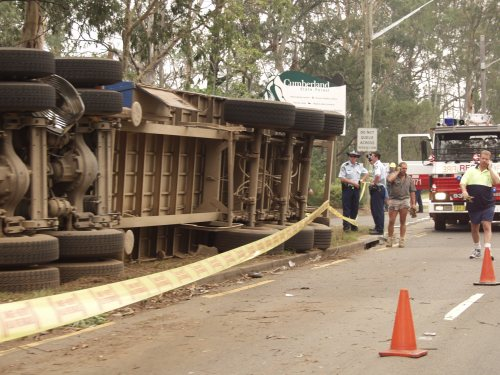
2011年聖誕節於澳大利亞悉尼的一宗翻車事故

翻車是交通事故的一種，車輛因為某原因導致翻側甚至四輪朝天。翻車的死亡率比其他交通事故為高。

## 起因
翻車的起因大致可以分為兩種，它可以因為外在因素，如碰到路緣或被其他車輛碰撞而引起；又或者是因為自身影響，如急速轉向與路面失去磨擦所致。